# 杀出重围Go
《杀出重围Go》是史克威尔艾尼克斯旗下的回合制解谜游戏系列《Go》的最后一部作品，改编自游戏系列《杀出重围》，于2016年发行。玩家利用触摸屏移动这个赛博朋克风格的游戏系列的主角亚当·杰森，而杰森是图版游戏中一块拼图，在游戏过程中需要躲避障碍及操纵环境。和系列的主要作品一样，杰森可入侵诸如炮塔和平台等环境特征，绕过并消灭敌人。游戏继承了《杀手Go》（2014）和《劳拉Go》（2015）的模式。在这两部作品中，史克威尔艾尼克斯蒙特利尔抽取了两个系列中的主要角色，融入回合制触摸屏解谜游戏模式。与这两部作品不同，本作还引入了内置的游戏剧情和谜题创造模式。游戏于2016年8月在Android和iOS平台发行，获得普遍好评。游戏后来移植到微软平台。游戏评论人认为，游戏成功捕捉《杀出重围》系列的控制论式反乌托邦主题，以及《Go》手机游戏系列让人绞尽脑汁的谜题。但相比《Go》系列的其他作品，评论人认为《杀出重围Go》的创意性略低，剧情乏味，流程略短。

## 游戏玩法

在每个关卡中，杰森（左）必须在不被守卫杀死的前提下抵达出口节点，而他身旁负责控制炮塔的计算机终端会有所帮助。

玩家触摸屏幕，在朝向出口的六角形网格节点之间，移动反乌托邦式赛博朋克潜入游戏《杀出重围》的主角亚当·杰森（Adam Jensen）。有时主角移动至特定节点，会暗地里放倒守卫、入侵电脑、激活诸如隐身等人类增强功能。敌人若发现杰森朝自己的方向走来，会来到他所在节点把他放倒。同样，杰森如果在敌人后方或旁边的节点，也会将之放倒。游戏剧情设置在《駭客入侵：人類岐裂》的事件之前，杰森唯一任务是营救一位重要人物，而总共54个的谜题设下了层层关卡。
随着原本简单的游戏机制逐步复杂，谜题难度不断升级。炮塔及可升降平台等机械敌人或障碍可通过其邻近节点的计算机终端入侵。玩家在屏幕上拖动会连接终端节点及可入侵设备。利用隐身强化，玩家在敌人视线范围内移动时不会被发现，该特效可持续两个回合。游戏主模式流程约3个小时，玩家可透过微交易付费解谜。此外，游戏向《Go》系列引入全新的谜题设计节点，玩家可以设计单屏幕谜题，并与他人共享。史克威尔艾尼克斯强调，每周都会有五个新谜题展示。游戏与《駭客入侵：人類岐裂》捆绑，玩家完成主模式及每周谜题，可解锁这款主机游戏中的特别技能。

## 开发
《杀出重围Go》发行前，史克威尔艾尼克斯蒙特利尔曾推出《劳拉Go》（2015）和《杀手Go》（2014），抽取两个游戏系列核心内容中的精华制作回合制触摸屏解谜游戏。《杀出重围Go》的开发团队由曾参与《刺客任務：狙擊挑戰》及开发过《Go》系列游戏的员工组成。两者的组合预计会解决独立团队和3A大作团队就游戏开发及定价传统产生的理念分歧。整个开发过程中，团队不断思考《Go》的元素是否本来就适合用在《杀出重围Go》。团队抽样了多种黑客机制，最终决定利用终端修改每个谜题关卡，而非使用工具进行一次性打击。团队也决定给《Go》系列引入剧情，而剧情一直是《杀出重围》系列主要作品的重点。然而该系列许多的元素并没有很好地转译到移动端，例如玩家选择功能，因为该功能要太多适应解谜特性，有太多可能性。团队投资了更轻易打造谜题的工具。在之前的作品中，设计25个谜题需时3个月，而本作的工具会将团队的输出提高到3倍。最终，团队计划在发行后增加谜题，同时也把工具带给玩家，供他们自行创造关卡。游戏发行两个月后，全新的谜题设计模式如期上线。设计师艾蒂安·吉鲁（Etienne Giroux）认为，他们每日发布新谜题，并将难度逐渐增加，最终在周五达到巅峰的做法，好比《纽约时报》填字游戏的日常规律。史克威尔艾尼克斯表示，本作谜题的难度会较前作有所增加，采用六角形网格，而非前两作的方格网格。史克威尔艾尼克斯于2016年6月E3电子娱乐展前举办的新闻发布会上宣布了本作。游戏于2016年8月18日在Android和iOS平台的手机和平板电脑发行，其后移植至Windows和Windows 10 Mobile。讲述游戏开发过程的纪录片后来上线。2018年6月，史克威尔艾尼克斯蒙特利尔工作室的负责人帕特里克·纽德（Patrick Naud）向媒体确认，《杀出重围Go》是《Go》系列最后一部作品，因为买断制智能手机游戏已不再受到玩家的青睐，而面对绝大多数免费下载的手机游戏，《Go》系列4.99美元的定价让现今的手机玩家感到昂贵。
随着拥抱者集团收购SE蒙特利尔工作室，游戏于2023年1月4日从各大应用程序商店下架，服务器同步关闭。

## 评价
游戏发行前，IGN的瑞恩·麦卡弗里（Ryan McCaffrey）认为《Go》系列构成了主流高成本游戏系列“最聪明”的移动版作品。抢先试玩游戏的评论人认为本作与其他《Go》作品不相伯仲。《Polygon》的柯林·坎贝尔（Colin Campbell）认为游戏的预览版很契合《杀出重围》系列的画风。
游戏汇总媒体Metacritic给予本作“普遍好评”。游戏评论人认为，游戏成功捕捉《杀出重围》系列的控制论式反乌托邦主题，以及《Go》手机游戏系列让人较劲脑汁的谜题。与《Go》系列的其他作品相比，评论人认为《杀出重围》新增的剧情乏味，画风上不太吸引人，且流程略短。其他评论人对《Go》系列厌倦，也有评论人认为《杀出重围Go》延续了前作的高水准。
在《Go》系列中所有最令人满意的地方中，《IGN》和《TouchArcade》的评论称赞游戏机制，指出其决定了利用黑客手段或无人机躲开敌人的最佳手段。《IGN》评论人认为游戏谜题有些地方比前作要难，但短暂休息过后就能轻易解决。游戏的极简主义也引来了一些难题。他解释，有些谜题仰赖不直观的玩家试验，例如对隐身设备亦可用作弹药的察觉。另外部分视觉线索会在游戏的视觉呈现中遗失。《TouchArcade》想知道游戏的简化环境是从画风层面作出的选择，还是为了节省开发成本故意为之。《GameSpot》的评论对这样一个反而比较短、要用一己之力发现谜题秘密的游戏所设置的付费解谜选项失望。相比玩家可以远距离监视建筑的系列主要作品，《杀出重围Go》的试验仅限于寻找正确答案，而非寻找解决统一谜题的多条路线。
《IGN》认为游戏的剧情和固定在背景中的环境是最让人难以忘怀的，有时剧情会成为累赘，特别是后来重玩无法跳过场景的时候。在这一方面，《劳拉Go》等前作将宝藏藏在环境中，如此一来玩家就有了重玩关卡的动机，而《杀出重围Go》除了主线任务外，在这一点上给玩家带来的乐趣较少。至于以最快速度解开谜题的唯一挑战，《GameSpot》认为这会让人很快丧失乐趣。《Gamezebo》的评论人则批评了整个《Go》系列，认为经过了三部作品，其模式会让人感到重复。《TouchArcade》总结称，与其他《Go》游戏不同，《杀出重围Go》总体来说创意较少，没有像其他作品那样颠覆母系列的主题。